# Crisostomo Colonna
Crisostomo Colonna (ur. 1460, Caggiano, zm. 1528, Neapol) – włoski humanista, pedagog, polityk, dyplomata i poeta. Pełnił rolę ambasadora w Polsce i Hiszpanii. Był prywatnym nauczycielem księżniczki Bony Sforzy. Stał się też, z powodzeniem, rzecznikiem jej kandydatury na żonę owdowiałego króla Polski Zygmunta I Starego. Pisał poezje po łacinie i po włosku. Tworzył sonety i kancony. Zadbał też o edukację Bony w zakresie literatury włoskiej. Sonety Petrarki umiała ona na pamięć.